# پرتره موسیو پل
پرتره موسیو پل (انگلیسی: Portrait of Père Paul) همین‌طور شناخته‌شده با نام‌های دیگر همچون پرتره پدر پل، یک تابلوی نقاشی رنگ روغن بر روی بوم کرباس از هنرمند فرانسوی، کلود مونه است که در سال ۱۸۸۲ خلق شد.